# المليونير الصغير (مسلسل)
المليونير الصغير مسلسل سوري درامي للأطفال من تأليف عامر بدر حسون وإخراج مأمون البني، وقام ببطولته فادي وفائي.
تدورفكرة العمل الذي قدم باللغة العربية الفصحى حول طفل اسمه عماد يقوم رجل غني بإعطائه ثروة كبيرة مقابل مساعدته له بعد تنكره بزي متسول. لكن يشترط عليه أن يصرف خلال شهر مليون ليرة سورية وهو رقم كبير في تلك الأيام، ومن دون أن يستفيد من هذا المال أحد غيره، مهما كانت صلته به، حتى لو كانوا أفراد عائلته وفي حال حصل ذلك، سيخسر الرهان والمبلغ كله، وفي خلال الأحداث يتعرض شقيقه الصغير لمشكلة يتطلب خروجه منها دفع مبلغ كبير، وهو ما يفعله ويختار التخلي عن المبلغ مقابل ضمان سلامة أخيه، ليتبين في النهاية أن القصة مجرد لعبة من أجل أن يفهم مفردات الحياة بشكل أعمق.

## الممثلون
- فادي وفائي
- خالد تاجا
- رياض نحاس
- وفاء موصلي
- أمانة والي
- حسن عويتي
- فاتن شاهين
- أحمد حداد
- فاضل وفائي
- أدهم الملا
- ظفيرة قطان
- ليل عوض
- عابد فهد
- مأمون الرفاعي
- خديجة العبد
- عيد العبد
- رياض خوري
- أحمد الخير
- محمد المنجد
- محمد طرابيشي
- عبد الله حصوة
- نهاد إبراهيم
- طارق الشيخ
- غيث غربية
- رياض كبرة
- زهير دعبول
- رأفت بازو
- أنس الكردي
- قتيبة رومية
- محمد الأحمد
- راميا سلوم
- أغيد أجقلين
- ماجد الهلسه

## وصلات خارجية
- حلقات مسلسل المليونير الصغير على يوتيوب.